# Contea di Huangyuan
La contea di Huangyuan (湟源县S, Huángyuán XiànP) è una contea della Cina, situata nella provincia di Qinghai e amministrata dalla prefettura di Xining.